# Arini
Arini là một tông vẹt được phân loại trong phân họ vẹt Tân Thế giới Arinae gồm các loài vẹt trong nhóm vẹtMacaws và vẹt parakeets. Chúng phân bố xuyên suốt từ Mexico, Trung Mỹ và Nam Mỹ, và trước đó ở quần đảo Caribe và Bắc Mỹ. Chi thứ nhất có nhiều loài đã tuyệt chủng và nhiều loài trong một chi khác đã tuyệt chủng trong tự nhiên

## Phân loài
Tông này có các loài sau đây (sắp xếp thứ tự theo tên quốc tế thông dụng/tiếng Anh và sau đó là tên khoa học):
- Chi Anodorhynchus
  - Hyacinth macaw, Anodorhynchus hyacinthinus
  - Lear's macaw, Anodorhynchus leari
  - Glaucous macaw, Anodorhynchus glaucus
- Chi Cyanopsitta
  - Spix's macaw, Cyanopsitta spixii
- Chi Ara
  - Blue-and-yellow macaw, Ara ararauna
  - Blue-throated macaw, Ara glaucogularis
  - Military macaw, Ara militaris
  - Great green macaw, Ara ambiguus
  - Scarlet macaw, Ara macao
  - Red-and-green (green-winged) macaw, Ara chloroptera
  - Cuban red macaw, Ara tricolor
  - Red-fronted macaw, Ara rubrogenys
  - Chestnut-fronted macaw, Ara severa
  - Saint Croix macaw, Ara autocthones
- Chi Orthopsittaca
  - Red-bellied macaw, Orthopsittaca manilatus
- Chi Primolius (trước đây là Propyrrhura)
  - Blue-headed macaw, Primolius couloni
  - Blue-winged macaw, Primolius maracana
  - Golden-collared macaw, Primolius auricollis
- Chi Diopsittaca
  - Red-shouldered macaw, Diopsittaca nobilis
- Chi Rhynchopsitta
  - Thick-billed parrot, Rhynchopsitta pachyrhyncha
  - Maroon-fronted parrot, Rhynchopsitta terrisi
- Genus Ognorhynchus
  - Yellow-eared parrot, Ognorhynchus icterotis
- Chi Guaruba
  - Golden parakeet, Guaruba guarouba
- Chi Leptosittaca
  - Golden-plumed parakeet, Leptosittaca branickii
- Chi Conuropsis
  - Carolina parakeet, Conuropsis carolinensis
  - Conuropsis fratercula
- Chi Psittacara
  - Green parakeet, Psittacara holochlora
  - Socorro parakeet, Psittacara brevipes
  - Red-throated parakeet, Psittacara rubritorquis
  - Pacific parakeet, Psittacara strenuus
  - Scarlet-fronted parakeet, Psittacara wagleri
  - Mitred parakeet, Psittacara mitrata
    - Chapman's parakeet, Psittacara (mitrata) alticola
    - Hocking's parakeet, Psittacara hockingi

  - Red-masked parakeet, Psittacara erythrogenys
  - Crimson-fronted parakeet, Psittacara finschi
  - White-eyed parakeet, Psittacara leucophthalmus
  - Cuban parakeet, Psittacara euops
  - Guadeloupe parakeet, Psittacara labati
  - Hispaniolan parakeet, Psittacara chloroptera
- Chi Aratinga
  - Sun parakeet, Aratinga solstitialis
  - Sulphur-breasted parakeet, Aratinga maculata
  - Jandaya parakeet, Aratinga jandaya
  - Golden-capped parakeet, Aratinga auricapilla
  - Nanday parakeet, Aratinga nenday
  - Dusky-headed parakeet, Aratinga weddellii
- Chi Eupsittula
  - Brown-throated parakeet, Eupsittula pertinax
  - Olive-throated parakeet, Eupsittula nana
  - Orange-fronted parakeet, Eupsittula canicularis
  - Peach-fronted parakeet, Eupsittula aurea
  - Cactus (Caatinga) parakeet, Eupsittula cactorum
- Chi Thectocercus
  - Blue-crowned parakeet, Thectocercus acuticaudatus
- Chi Cyanoliseus
  - Burrowing parakeet, Cyanoliseus patagonus
- Chi Pyrrhura
  - Ochre-marked parakeet, Pyrrhura cruentata
  - Maroon-bellied parakeet, Pyrrhura frontalis
  - Blaze-winged parakeet, Pyrrhura devillei
  - Crimson-bellied parakeet, Pyrrhura perlata (trước đay là P. rhodogaster)
  - Pearly parakeet, Pyrrhura lepida (trước đây là P. perlata)
  - Green-cheeked parakeet, Pyrrhura molinae
  - Painted parakeet, Pyrrhura picta
    - Sinú parakeet, Pyrrhura (picta) subandina
    - Todd's (Perijá) parakeet, Pyrrhura (picta) caeruleiceps
    - Azuero parakeet, Pyrrhura (picta) eisenmanni

  - Venezuelan parakeet, Pyrrhura emma (traditionally a subspecies of P. leucotis)
  - Santarém parakeet, Pyrrhura amazonum (traditionally a subspecies of P. picta)
    - Madeira parakeet, Pyrrhura (amazonum) snethlageae

  - Bonaparte's parakeet, Pyrrhura lucianii (traditionally a subspecies of P. picta)
  - Rose-fronted parakeet or red-crowned parakeet, Pyrrhura roseifrons (traditionally a subspecies of P. picta)
    - Wavy-breasted parakeet, Pyrrhura (roseifrons) peruviana

  - White-eared (maroon-faced) parakeet, Pyrrhura leucotis
  - Grey-breasted parakeet, Pyrrhura griseipectus
  - Pfrimer's parakeet, Pyrrhura pfrimeri (theo truyền thống là phân loài của P. leucotis)
  - Fiery-shouldered parakeet, Pyrrhura egregia
  - Santa Marta parakeet, Pyrrhura viridicata
  - Maroon-tailed parakeet, Pyrrhura melanura
  - El Oro parakeet, Pyrrhura orcesi
  - Black-capped (rock) parakeet, Pyrrhura rupicola
  - White-necked parakeet, Pyrrhura albipectus
  - Flame-winged (brown-breasted) parakeet, Pyrrhura calliptera
  - Blood-eared parakeet, Pyrrhura hoematotis
  - Rose-headed (rose-crowned) parakeet, Pyrrhura rhodocephala
  - Sulphur-winged parakeet, Pyrrhura hoffmanni
- Chi Enicognathus
  - Austral parakeet, Enicognathus ferrugineus
  - Slender-billed parakeet, Enicognathus leptorhynchus